# 直立茴芹
直立茴芹（学名：Pimpinella smithii）是伞形科茴芹属的植物，为中国的特有植物。分布于中国大陆的山西、云南、广西、河南、甘肃、四川、青海、湖北、陕西等地，生长于海拔1,400米至3,600米的地区，常生于林下的草地上、沟边和灌丛中，目前尚未由人工引种栽培。